# Castelo de Sandown
Vista das ruínas
O Castelo de Sandown foi um forte de artilharia erguido por Henrique VIII em Sandown, Kent, entre 1539 e 1540.
Os restos do castelo são protegidos pela lei do Reino Unido como um monumento programado.

## História
O Castelo de Sandown foi construído como consequência das tensões internacionais entre a Inglaterra, a França e o Sacro Império Romano-Germânico nos últimos anos do reinado do rei Henrique VIII. Tradicionalmente, a Coroa havia deixado defesas costeiras para os senhores e comunidades locais, apenas assumindo um papel modesto na construção e manutenção de fortificações, e enquanto a França e o Império permaneceram em conflito uns com os outros, as incursões marítimas eram comuns, mas uma invasão real da Inglaterra parecia improvável. Defesas modestas, baseadas em casas simples e torres, existiam no sudoeste e ao longo da costa de Sussex, com algumas obras mais impressionantes no norte da Inglaterra, mas em geral as fortificações eram muito limitadas em escala.
Em 1533, Henrique rompeu com o Papa Paulo III para anular o casamento de longa data com sua esposa, Catarina de Aragão, e se casar novamente. Catarina era tia de Carlos V, o Sacro Imperador Romano Romano, e Carlos tomou a anulação como um insulto pessoal. Isso resultou na França e no Império declarando uma aliança contra Henrique em 1538, e o Papa encorajando os dois países a atacar a Inglaterra. Uma invasão da Inglaterra parecia certa. Em resposta, Henrique emitiu uma ordem, chamada de "dispositivo", em 1539, dando instruções para a "defesa do reino em tempo de invasão" e a construção de fortes ao longo do litoral inglês.
Sandown e os castelos adjacentes de Deal e Walmer foram construídos para proteger os Downs no leste de Kent, uma importante ancoragem formada pelos Goodwin Sands que deram acesso a Deal Beach,na qual soldados inimigos poderiam facilmente ser aterrissados. Os castelos de pedra foram apoiados por uma linha de quatro fortes terrestres, conhecidos como o Grande Território, o Pequeno Turf Bulwark, o Grande Baluarte Branco de Barro e o Walmer Bulwark, e uma vala e banco de 4,0 km de comprimento. Coletivamente, os castelos ficaram conhecidos como os "castelos dos Downs" e custaram à Coroa um total de £27.092.
O castelo foi construído entre abril de 1539 e o outono de 1540, por uma equipe incluindo Richard Benese como o agrimensor, William Clement como o mestre carpinteiro, e Christopher Dickenson como o mestre pedreiro. Suas paredes curvas tinham 4,6 metros de espessura. No total, foram aproximadamente 165 por 165 pés (50 por 50 m) de diâmetro, cobrindo 0,59 acres (0,24 ha).